# Ram Soffer
Ram Soffer (Hebreeuws: רם סופר) (Givatayim, 6 september 1965) is een Israëlische schaker. Hij is sinds 1994 een grootmeester (GM). Sinds 1998 is hij ook internationaal meester in het oplossen van probleemcomposities. 
In 2016 nam hij met het Israëlische team deel aan het Europese Schaakkampioenschap voor seniorenteams, in de 50+ categorie. Soffer speelde in 2017 voor Israël in het 2017 Wereldkampioenschap Schaken voor seniorenteams, waar zijn team 4e werd in de 50+ categorie.